# شرودان
شرودان، روستایی از توابع بخش مرکزی شهرستان فلاورجان در استان اصفهان ایران است.

## جمعیت
این روستا در دهستان شرودان قرار دارد و براساس سرشماری مرکز آمار ایران  ۱۳۸۵، جمعیت آن ۳۱۱۴ (۸۰۸ خانوار) نفر بوده‌است.
از سال۱۳۹۵ به بعد هیچ جمعیت رسمی برای شرودان اعلام نشده است